# عبدالعزیز توفیق
عبدالعزیز توفیق (عربی: عبد العزيز توفيق؛ زادهٔ ۲۴ مهٔ ۱۹۸۶) یک ورزشکار اهل مصر است.
از باشگاه‌هایی که در آن بازی کرده‌است می‌توان به باشگاه فوتبال المصری و تیم ملی فوتبال مصر اشاره کرد.
وی همچنین در تیم ملی فوتبال مصر بازی کرده است.